# Xã Shamokin, Quận Northumberland, Pennsylvania
Xã Shamokin (tiếng Anh: Shamokin Township) là một xã thuộc quận Northumberland, tiểu bang Pennsylvania, Hoa Kỳ. Năm 2010, dân số của xã này là 2.407 người.